# Stefan Marković
Stefan Marković (serbisch-kyrillisch Стефан Марковић; * 25. April 1988 in Belgrad, SR Serbien) ist ein ehemaliger serbischer Basketballspieler. Der Junioren-Weltmeister von 2007 spielte ab 2010 im Ausland, er stand unter anderem bei Mannschaften in Italien, Spanien und der Türkei unter Vertrag. Mit der serbischen Herrenauswahl wurde Marković 2009 Vize-Europameister und 2014 Vize-Weltmeister.

## Karriere
Nach der U18-Europameisterschafts-Endrunde 2006, bei der letztmals eine serbisch-montenegrinische Auswahl angetreten und als Titelverteidiger einen fünften Platz erreicht hatte, wechselte Marković aus seiner Heimatstadt vom KK Atlas zum serbisch-montenegrinischen Pokalfinalisten KK Hemofarm nach Vršac. Ohne den Montenegriner Vladimir Dašić, bei der U18-Endrunde im Vorjahr noch Topscorer der Juniorenauswahl, gewann eine serbische Juniorenauswahl mit Mannschaftskapitän Marković bei der U19-WM 2007 in Novi Sad den Titel vor heimischem Publikum im Finale mit 74:69 gegen die zuvor unbesiegte Auswahl der Vereinigten Staaten. Die serbische Auswahl hatte in der Vorrunde mit 78:82 noch ihre einzige Turnierniederlage gegen die US-Amerikaner erlitten, die mit mehreren späteren NBA-Profis wie Michael Beasley, Patrick Beverley, Stephen Curry, Jonny Flynn, Donté Greene und DeAndre Jordan angetreten war. Mit seinem Verein KK Hemofarm, bei dem nun auch Junioren-WM-MVP Milan Mačvan spielte, erreichte Marković nach dem erneut verlorenen Pokalfinale 2008 auch die Play-off-Finalserie der Košarkaška liga Srbije, die mit der dritten Finalniederlage in jener Saison gegen den neuen Serienmeister KK Partizan Belgrad verloren ging. Partizan gewann neben dem nationalen Double auch als Titelverteidiger den Titel in der grenzübergreifenden Adriatischen Basketballliga (ABA-Liga) 2007/08 im Finale gegen KK Hemofarm, der diesen Wettbewerb zuletzt 2005 gewonnen hatte. Im folgenden reichte es für Hemofarm nur zu einer weiteren nationalen Vizemeisterschaft 2010 hinter Partizan. In internationalen Vereinswettbewerben erreichte Hemofarm im Eurocup-Spieljahr 2008/09 gemeinsam mit dem Sieger der Zwischenrundengruppe Pamesa Valencia BC das das Finalturnier „Final Eight“ in Turin, nachdem man ein Jahr zuvor noch im Achtelfinale gescheitert war. Im Halbfinale 2009 unterlag die Mannschaft jedoch dem späteren Titelgewinner Lietuvos rytas Vilnius. In der folgenden Eurocup-Runde 2009/10 war der spätere Titelgewinner Valencia bereits in der Vorrundengruppe erneut Gruppensieger, als Hemofarm von sechs Vorrundenspielen nur eines gewann.
In der serbischen Herrenauswahl hatte Marković nach der gewonnenen Junioren-Weltmeisterschaft 2007 bereits einzelne Kurzeinsätze bei der EM-Endrunde 2007 gehabt, als die Serben bei ihrer ersten Endrunde ohne Montenegriner bereits nach drei Vorrunden-Niederlagen vorzeitig ausschieden. Zwei Jahre später zog Marković mit einer jungen serbischen Auswahl, die mit Ausnahme von Nenad Krstić und Bojan Popović 24 Jahre und jünger waren, bis in das Finale der EM-Endrunde 2009 ein, in dem man dem Olympiazweiten Spanien, der im Auftaktspiel der Vorrunde noch besiegt werden konnte, deutlich mit über 20 Punkten Unterschied unterlegen war. Bei der WM-Endrunde 2010 in der Türkei gewann Serbien alle seine Vorrundenspiele bis auf eine Niederlage nach Verlängerung gegen Deutschland, das sich jedoch nicht für das Achtelfinale qualifizieren konnte. Nach knappen Siegen über Kroatien und Titelverteidiger Spanien verlor die Mannschaft das Halbfinale in den Schlusssekunden gegen Gastgeber Türkei und verpasste nach der Niederlage im „kleinen Finale“ um den dritten Platz gegen Litauen einen Medaillengewinn. Anschließend wechselte Marković, der im NBA-Draft 2010 unberücksichtigt geblieben war, zum italienischen Altmeister und früheren Europapokalsieger Benetton Treviso in die Lega Basket Serie A. In der Eurocup-Saison 2010/11 gewann die Mannschaft elf von zwölf Gruppenspiele in Vor- und Zwischenrunde, darunter beide Spiele gegen den vormaligen Finalisten Alba Berlin. Nach einem seltenen Unentschieden konnte sich Benetton im Viertelfinal-Rückspiel auch gegen den Vorjahres-EuroChallenge-Sieger BG Göttingen durchsetzen, verlor aber als Gastgeber des Final-Four-Turniers sowohl das Halbfinale gegen Cajasol Sevilla, gegen den man auch die einzige Zwischenrunden-Niederlage erlitten hatte, als auch das Spiel um den dritten Platz gegen KK Cedevita. In den nationalen Play-offs um die Meisterschaft verlor der Hauptrundenfünfte und fünfmalige Titelträger Treviso die Halbfinalserie glatt in drei Spielen gegen Serienmeister Montepaschi Siena.
Bei der EM-Endrunde 2011 gewann Serbien die ersten vier Vorrundenspiele, unter anderem diesmal auch gegen Deutschland, verlor aber die folgenden drei Spiele, bevor man sich mit einem knappen Erfolg über Vizeweltmeister Türkei im letzten Zwischenrundenspiel doch noch die Teilnahme am Viertelfinale sicherte. Anschließend setzte es nach der Viertelfinalniederlage gegen Russland zwei weitere Niederlagen in der Platzierungsrunde, so dass Serbien als Achter eine Qualifikation für das olympische Basketballturnier 2012 verpasste. Nach der Endrunde verließ Marković den finanziell angeschlagenen italienischen Erstligisten und wechselte in die spanische Liga ACB zum Klub aus Valencia, mit dem er in der Eurocup-Saison 2011/12 bis ins Endspiel vorstieß. Der dritte Finaleinzug des Vereins war ein neuer Rekord in diesem seit 2002 bestehenden Wettbewerb, doch erstmals verlor die Mannschaft des spanischen Klubs ein Finale gegen den BK Chimki, der in seinem zweiten Finale erstmals den Titel in diesem Wettbewerb errang. In der Eurocup-Spielzeit 2012/13 gewann Valencia seine Vorrundengruppe vor dem türkischen Klub Banvit BK und zog nach der Zwischenrunde gemeinsam mit Bilbao Basket in das Viertelfinale ein. Nachdem man sich gegen UNICS Kasan durchsetzen konnte, verpasste die Mannschaft in den Halbfinalspielen gegen den späteren Titelgewinner Lokomotive Kuban Krasnodar einen erneuten Finaleinzug. Das Finale 2013 im Copa del Rey de Baloncesto war zuvor bereits gegen Meister FC Barcelona verloren gegangen, gegen den man auch die Halbfinalserie der Meisterschaft 2012 verloren hatte. In den Play-offs um die Meisterschaft 2013 verlor man hingegen bereits die Auftaktserie gegen CAI Saragossa. Bei der EM-Endrunde 2013 verlor Serbien das Viertelfinale deutlich gegen den erneuten Olympiazweiten Spanien und konnte in der Platzierungsrunde das entscheidende Spiel um den siebten Platz gegen Italien gewinnen. Damit rettete man die Qualifikation für die WM-Endrunde 2014 in Spanien. Zuvor verließ Marković jedoch Spanien und wechselte in die Türkiye Basketbol Ligi zu Banvit BK nach Bandırma am Marmarameer. In der Eurocup-Spielzeit 2013/14 schied die Mannschaft erneut in der Zwischenrunde aus, doch in der Türkiye Basketbol Ligi reichte es 2013/14 nach nur zwei Saisonniederlagen zum ersten Hauptrundenplatz. Die Play-off-Halbfinalserie um die türkische Meisterschaft verlor man trotzdem gegen Titelverteidiger Galatasaray Istanbul.
Beim WM-Endrundenturnier 2014 reichte für die serbische Auswahl zunächst nur zu zwei Vorrundensiegen gegen Ägypten und Iran, bevor man im Achtelfinale die zuvor ungeschlagenen Griechen schlug und nach weiteren Siegen über Brasilien und Europameister Frankreich ins Endspiel einzog, in dem man vom überlegenen Titelverteidiger Vereinigte Staaten deutlich mit 129:92 besiegt wurde. In der relativ jungen US-amerikanischen Auswahl war Stephen Curry der zweitälteste Spieler und nahm damit späte Revanche für die erlittene Finalniederlage bei der Junioren-WM 2007 an einer serbischen Auswahl, der neben Marković mit Miroslav Raduljica nur noch ein weiterer Junioren-Weltmeister von damals angehörte. Marković blieb nach dem Finalturnier in Spanien und wechselte zum Klub Unicaja Málaga in Andalusien vom nordöstlichen an den westlichen Rand des Mittelmeers. Der Klub war zum damaligen Zeitpunkt noch dauerhaft teilnahmeberechtigt an der Euroleague-Saison 2014/15, so dass Marković nach acht aufeinanderfolgenden Teilnahmen am Eurocup mit verschiedenen Mannschaften nun erstmals auch am höchstrangigen europäischen Vereinswettbewerb teilnahm. In der Zwischenrunde der 16 besten europäischen Mannschaften reichte es jedoch nur noch zu vier Siegen in 14 Spielen, bevor der andalusische Klub als Hauptrundendritter der Liga ACB knapp in fünf Spielen der Halbfinalserie um die spanische Meisterschaft Titelverteidiger FC Barcelona unterlag. Die Halbfinalteilnahme sicherte dem Verein, dem die ständige Teilnahmeberechtigung an der Euroleague entzogen worden war, aber eine weitere Teilnahme an der Euroleague 2015/16, die für Málaga trotz einer stärkeren Vorrunde mit der gleichen Bilanz in der Zwischenrunde endete. Zuvor hatte Marković mit Serbien bei der EM-Endrunde 2015 einen weiteren Medaillengewinn verpasst, als die Mannschaft bis zum Halbfinale ungeschlagen blieb, dann aber Litauen im Halbfinale sowie Gastgeber und Titelverteidiger Frankreich im „kleinen Finale“ um die Bronzemedaille unterlag. Diese Platzierung reichte aber zur direkten Qualifikation für das olympische Basketballturnier 2016, so dass Marković nach seiner Nominierung durch Nationaltrainer Aleksandar Đorđević erstmals an Olympischen Spielen teilnahm. Beim olympischen Basketballturnier in Rio de Janeiro gewann er mit der serbischen Auswahl die Silbermedaille.
Mit Virtus Bologna wurde Marković 2021 italienischer Meister. Serbische Meistertitel holte er mit KK Roter Stern Belgrad 2022 und 2023, in beiden Jahren kamen Erfolge im serbischen Pokalwettbewerb hinzu. 2022 gewann er mit dem Verein ebenfalls die Adriatische Basketballliga. Im Juni 2023 gab er das Ende seiner Spielerlaufbahn bekannt. Zum Zeitpunkt seines Rücktritts führte er die ewige Bestenliste des EuroCups in den statistischen Wertungen Vorlagen und Ballgewinne an.